# Socket (jeu vidéo)
Pour les articles homonymes, voir Socket.
Socket, nommé au Japon Time Dominator 1st (タイムドミネーター 1st, Taimu Dominētā 1st), est un jeu vidéo de plates-formes sorti en 1993 sur Mega Drive. Le jeu a été développé et édité par Vic Tokai.